# Phyllosticta ruscigena
Phyllosticta ruscigena är en svampart som beskrevs av Sacc. 1915. Phyllosticta ruscigena ingår i släktet Phyllosticta och familjen Botryosphaeriaceae.   Inga underarter finns listade i Catalogue of Life.